# Xabier Larena
Francisco Javier Larena Martínez, conocido como Xabier Larena (Santurce, 30 de octubre de 1945), fue uno de los seis condenados a muerte en el célebre Proceso de Burgos.

## Biografía
Estudió ciencias económicas e ingresó en Euskadi Ta Askatasuna (ETA). El 6 de marzo de 1969 fue detenido por la policía franquista y juzgado por un tribunal militar en el Proceso de Burgos de 1970, bajo la acusación de haber participado en la muerte de Melitón Manzanas, y en el que fue condenado a muerte y a 30 años de prisión. Debido a la presión internacional, su condena le fue conmutada por cadena perpetua y fue enviado a cumplir la pena en Cáceres. Le fue aplicada la amnistía de 1977, pero el 22 de mayo de 1977 fue extrañado en Bélgica, con estatuto de refugiado político, junto con Jokin Gorostidi, Mario Onaindia, Teo Uriarte y Unai Dorronsoro.
Regresó a España el 23 de julio de 1977, ingresando en Euskadiko Ezkerra, partido con el que fue concejal en el ayuntamiento de Santurce desde 1981. Esta actividad política le ocasionó problemas con militantes abertzales, sufriendo alguna situación de acoso.
Tras abandonar su militancia política, se dedicó a la enseñanza del euskera. En 2000 renegó públicamente de su pasado en ETA, junto con otros exmiembros procesados en Burgos.